# Kuća časnih sestara u Supetru
Kuća časnih sestara, kuća u Supetru, zaštićeno kulturno dobro.

## Opis
Kuća časnih sestara smještena je sjeverno od župne crkve. Trokatnica je građena od pravilnih klesanaca i ima sedam prozorskih osi. Na drugom katu dominira balkon na masivnim kamenim konzolama. Zabat nad njim flankiran je geometrijski stiliziranom volutom. Na ulazu u dvorište je peterokutna ploča s natpisom Ostium non hostium 1769. Kuća se uklapa u tipologiju baroknih građevina 18. st. s bogato urešenim balkonima na drugom katu.

## Zaštita
Pod oznakom Z-1428 zavedena je kao nepokretno kulturno dobro - pojedinačno, pravna statusa zaštićena kulturnog dobra, klasificirano kao "profana graditeljska baština".